# Joachim VI (prawosławny patriarcha Antiochii)
Joachim VI – prawosławny patriarcha Antiochii w latach 1593–1604.